# Маньківський район
Ма́ньківський райо́н — колишня адміністративно-територіальна одиниця Черкаської області. Утворений 1923 року та ліквідований 2020. Після ліквідації, територія району увійшла до складу Уманського району.

## Загальні відомості
Район розташований на заході області на межі південно-західного лісостепу та Придніпровської низини, у басейні річки Гірський Тікич. Загальна площа — 765 км² (3,66 % від площі області). Населення — 29 тисяч осіб, зокрема, міського — 9,9 тисяч, сільського — 19,1 тисячі (з них близько 97 % — українці). Адміністративний центр — смт Маньківка.
Маньківщина межувала із Жашківським, Лисянським, Звенигородським, Тальнівським, Уманським та Христинівським районами Черкаської області.

## Історія
Район утворений 17 вересня 1923 року. В грудні 1962 року район скасований, а 1 січня 1965 року відновлений.
05.02.1965 Указом Президії Верховної Ради Української РСР передано Лісівську сільраду Маньківського району до складу Тальнівського району.

## Адмінустрій
Район мав 31 населений пункт, із них — 2 селища міського типу, 26 сіл, 3 селища і 5 присілків (Антонівка, Кинашівка, Красноставка, Луг, Полковниче). Діє 2 селищні і 21 сільська рада.

## Природа
Типовим ґрунтом для Маньківщини є чорнозем, а також темно-сірі підзолисті ґрунти. Рельєф мало хвилястої форми, крутизна схилів від 2 до 13 градусів. Район багатий на поклади високоякісної глини-каоліну. Тут є червоний та сірий граніт, бутове каміння.
Лісова рослинність складається із мішаних широколистих порід дерев. Найбільша площа під насадженнями — дубу, грабу, ясена. Диких тварин нині порівняно мало: найчастіше зустрічаються зайці, лисиці, дикі кози, кабани.
У районі 172 ставки загальною площею водного дзеркала близько 600 гектарів. Через увесь район тече річка Гірський Тікич, яка належить до басейну Південного Бугу. Поряд із селом Кищенці знаходяться цілющі джерела «Лисячі кринички».

### Охорона природи
У районі розташовано 36 об'єктів природно-заповідного фонду:
- 13 пам'яток природи — Алея дубів, Буцький каньйон, Віковий дуб, Вікові дуби, Вікові дерева груші і дуба, Вікове дерево груші, водоспад «Вир», Джерело «Лисячі кринички», Липова алея, Скеля, Скеля «Родіонова», Ставок, Урочище Вільхове;
- 21 заказник — Бабків ставок, Болото Руда, Вікторівський, Джумів, Кинашівський, Кислинський, Красноставський, Крисякове, Курбетівський, Кутівський, Любительський, Мартинів, Монькове, Полківничий, Рогівський, Русалівський, Свячене, Стрілецький, Троянове, Трушове, Чорнокам'янський притікичський каньйон;
- 2 заповідних урочища — Герман, Великий ліс.

## Економіка

### Промисловість
Промисловий потенціал району представлений п'ятьма промисловими підприємствами. Три з них належать до харчової промисловості: Іваньківський спиртовий завод, ДП «Іваньківський цукровий завод», КП «Буцький завод продтоварів», одне до металообробної — ВАТ «Маньківський механічний завод», та одне до легкої ТОВ «Маньківська іграшка».

### Сільське господарство
Із сільськогосподарських культур тут вирощують пшеницю, цукрові буряки та овочеві культури. У садках ростуть яблуні, груші, вишні, черешні.
На фермах і в приватних господарствах розводять велику рогату худобу, свиней, курей, гусей. З давніх-давен цей край славиться бджільництвом.

## Транспорт
Через пролягає автошлях E95 від Києва до Одеси, курсують авто зі Львова на Донецьк і Сімферополь. Південною околицею району простяглася колія Одеської залізниці зі станцією Поташ.

## Освіта
Освітні заклади району: Буцьке професійно-технічне училище № 31, 25 загальноосвітніх шкіл, дитяча школа мистецтв, міжшкільний навчально-виробничий комбінат, центр дитячої та юнацької творчості.
У мережі дошкільної освіти функціонують 24 заклади, з них 17 працюють цілорічно.

## Охорона здоров'я
У районі працюють такі лікувально-профілактичні заклади:
- Первинна медична допомога: Комунальне некомерційне підприємство «Маньківський центр первинної медико-санітарної допомоги» Маньківської ради
- Вторинна медична допомога: Маньківська центральна районна лікарня.

У Маньківці цілорічно діє лікувально-оздоровчий центр «Аквадар», де лікують захворювання органів дихання, серцево-судинної системи, здійснюють загальну оздоровчу терапію.

## Найбільші населені пункти
| №  | Населений пункт | Населення, осіб (2007) |
| -- | --------------- | ---------------------- |
| 1  | Маньківка       | 8 596                  |
| 2  | Іваньки         | 2 974                  |
| 3  | Буки            | 2 230                  |
| 4  | Молодецьке      | 1 827                  |
| 5  | Дзензелівка     | 1 736                  |
| 6  | Поташ           | 1 280                  |
| 7  | Вікторівка      | 1 201                  |
| 8  | Добра           | 1 130                  |
| 9  | Роги            | 1 102                  |
| 10 | Подібна         | 1 043                  |
| 11 | Чорна Кам'янка  | 1 015                  |

## Культура
У районі працюють 24 будинки культури, 6 сільських клубів, 28 бібліотек. У селі Дзензелівка відкрито районний краєзнавчий музей. Проводиться відповідна робота щодо збереження пам'яток історії та культури. На території району розміщено понад 50 пам'ятників.
Найдавнішою архітектурною пам'яткою в районі є корчма в селі Роги, стіни якої стоять ще з 17 століття. Православна церква в селі Роги 1910 року. Також до архітектурних пам'яток державного значення віднесено поміщицький будинок 19 століття у селі Добра, шкільний комплекс в селі Дзензелівка 1912-1913 років, Буцька ГЕС 1929 року, Церква Св. Параскеви в селі Тимошівка 18 століття, пам'ятник Т. Г. Шевченку 1960 року.
Майже в усіх селах є пам'ятні знаки жертвам Голодомору та пам'ятники на братських могилах, полеглим у роки Другої світової війни та обеліски Слави.

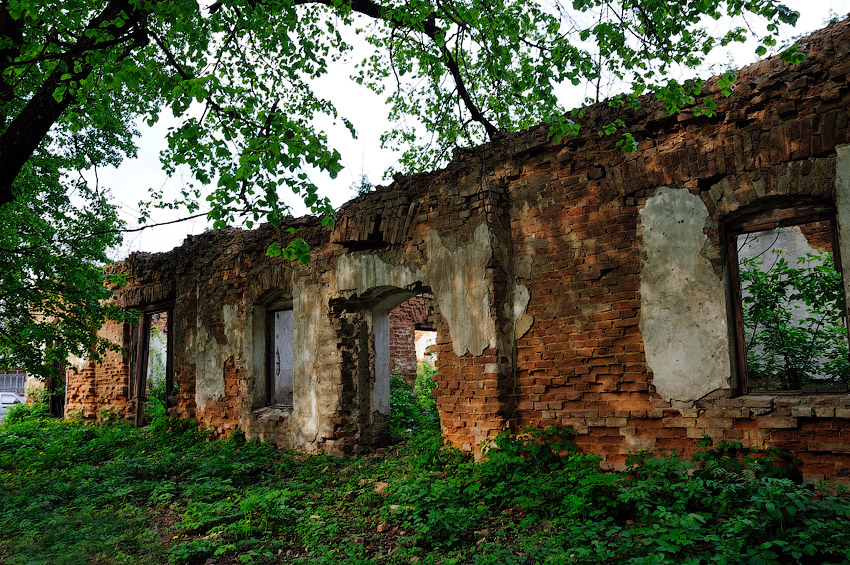
Руїни корчми в селі Роги
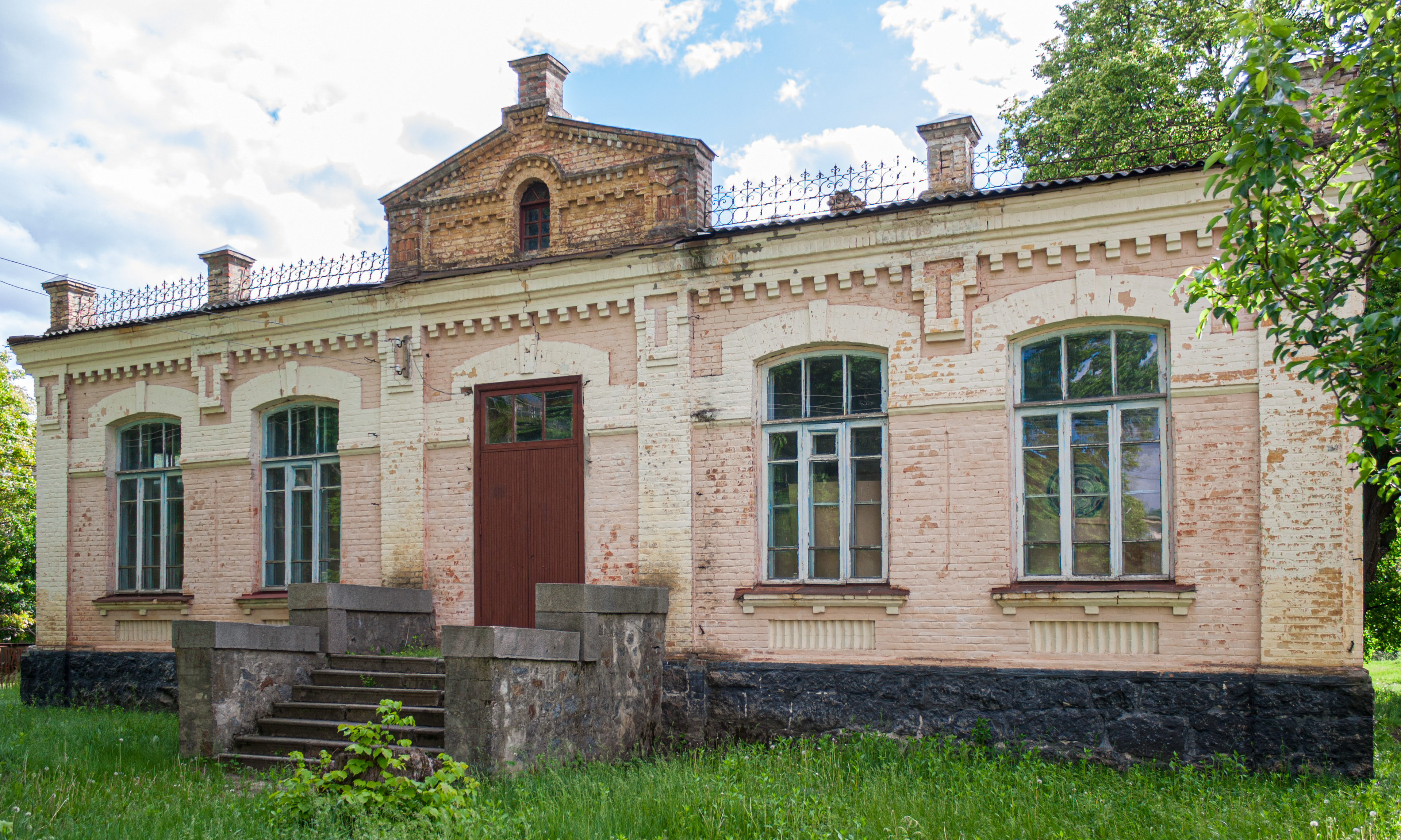
Районний краєзнавчий музей в селі Дзензелівка
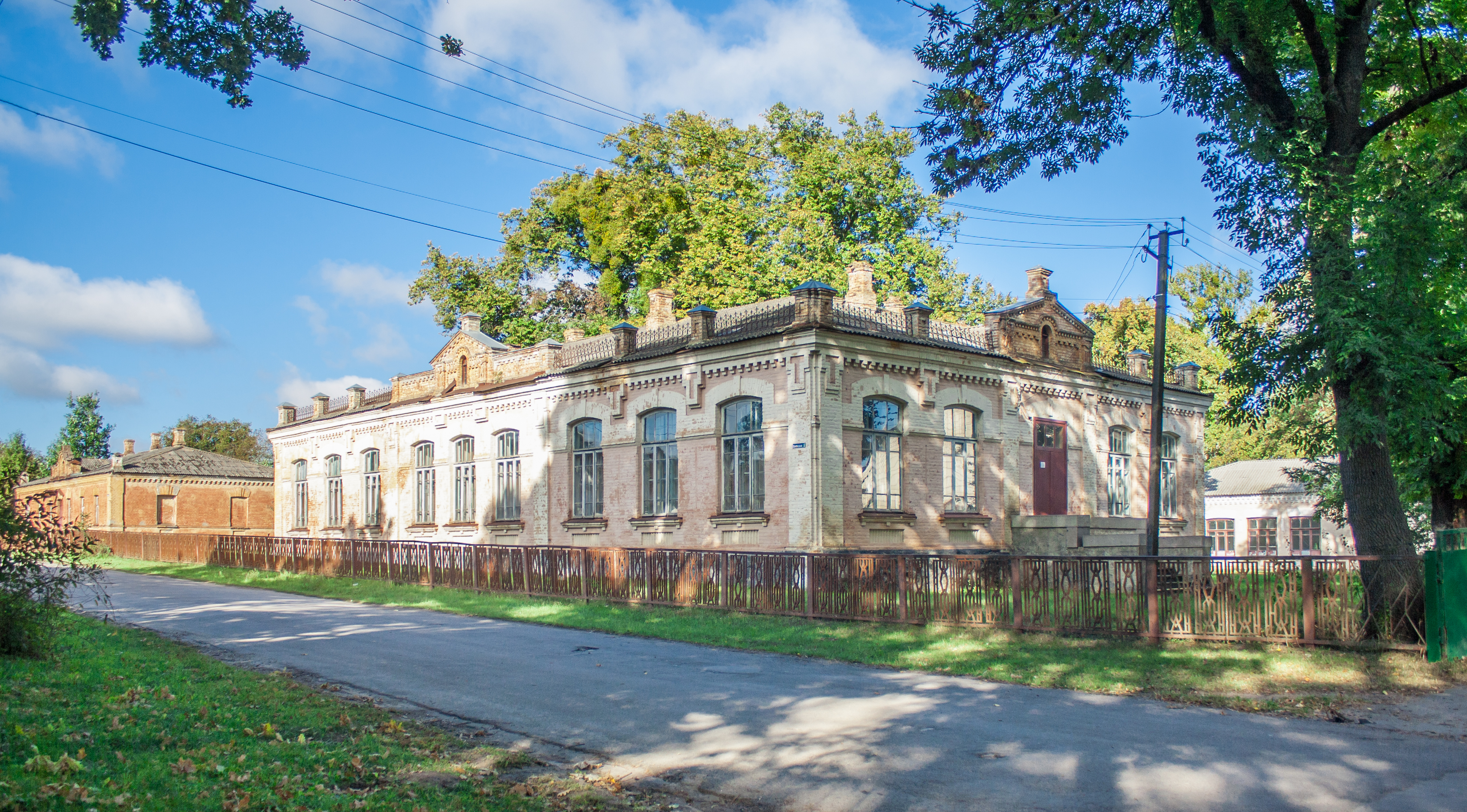
Шкільний комплекс в селі Дзензелівка
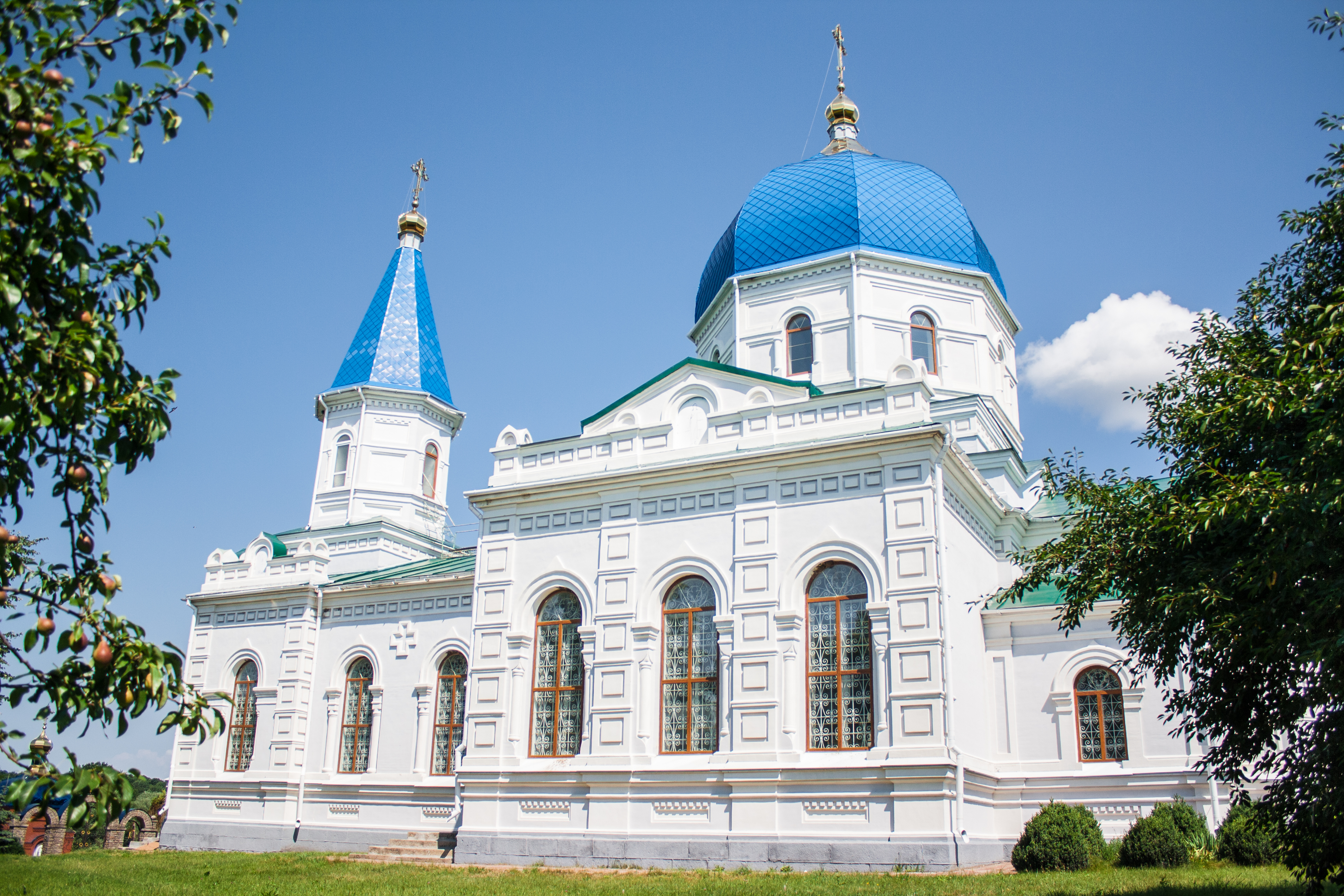
Церква Іоана Богослова в селі Роги
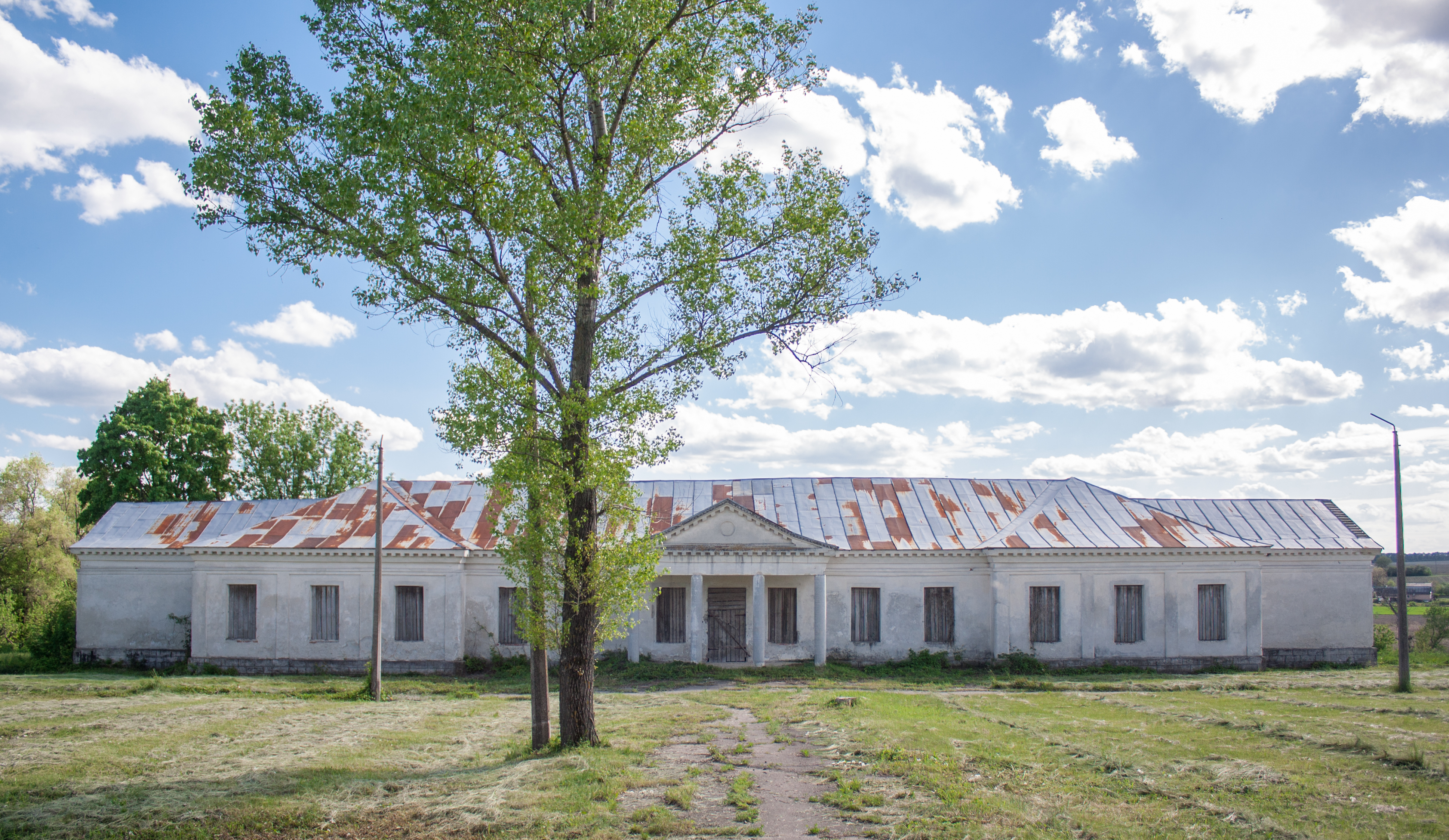
Поміщицький будинок в селі Добра
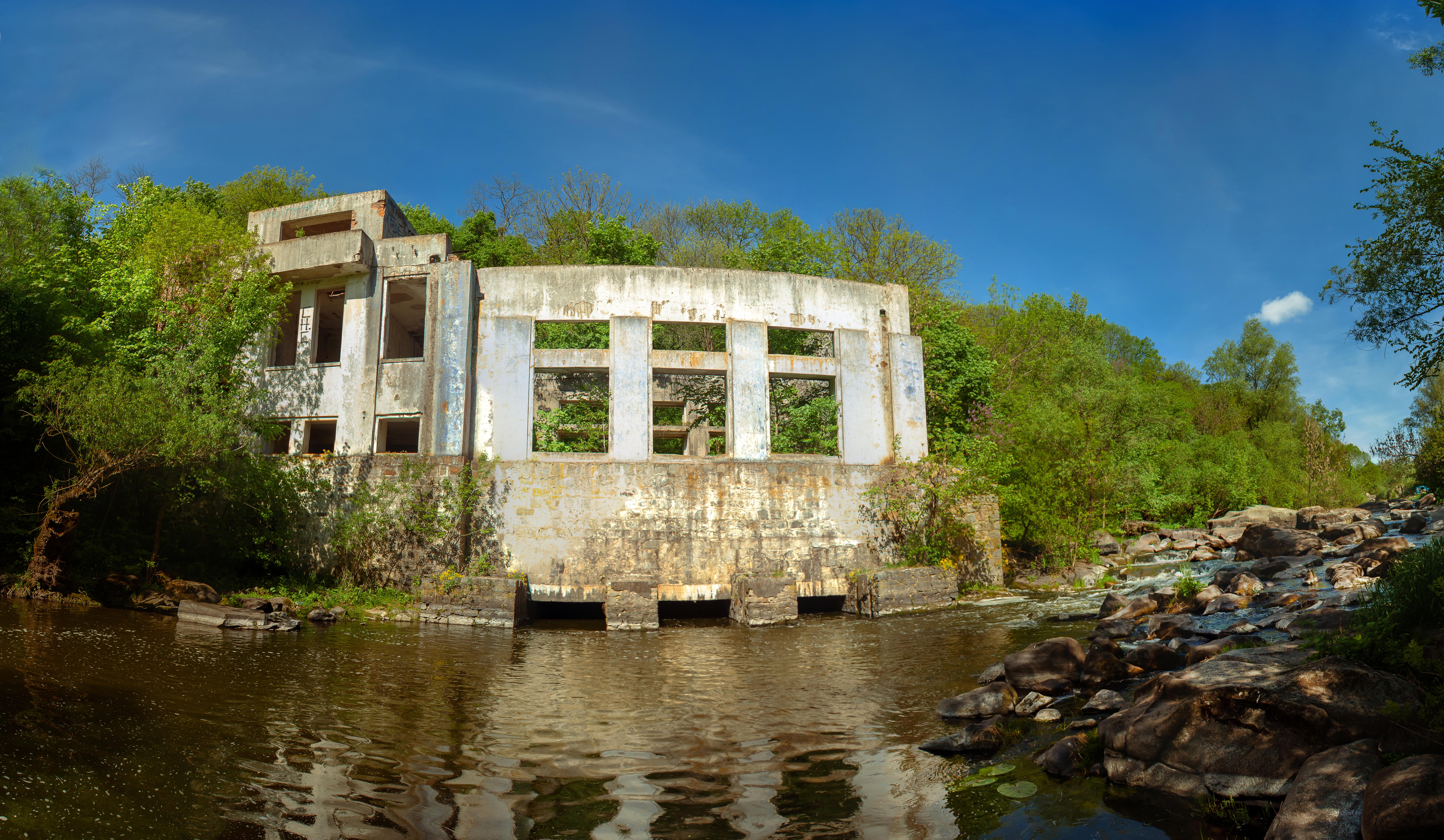
Буцька ГЕС
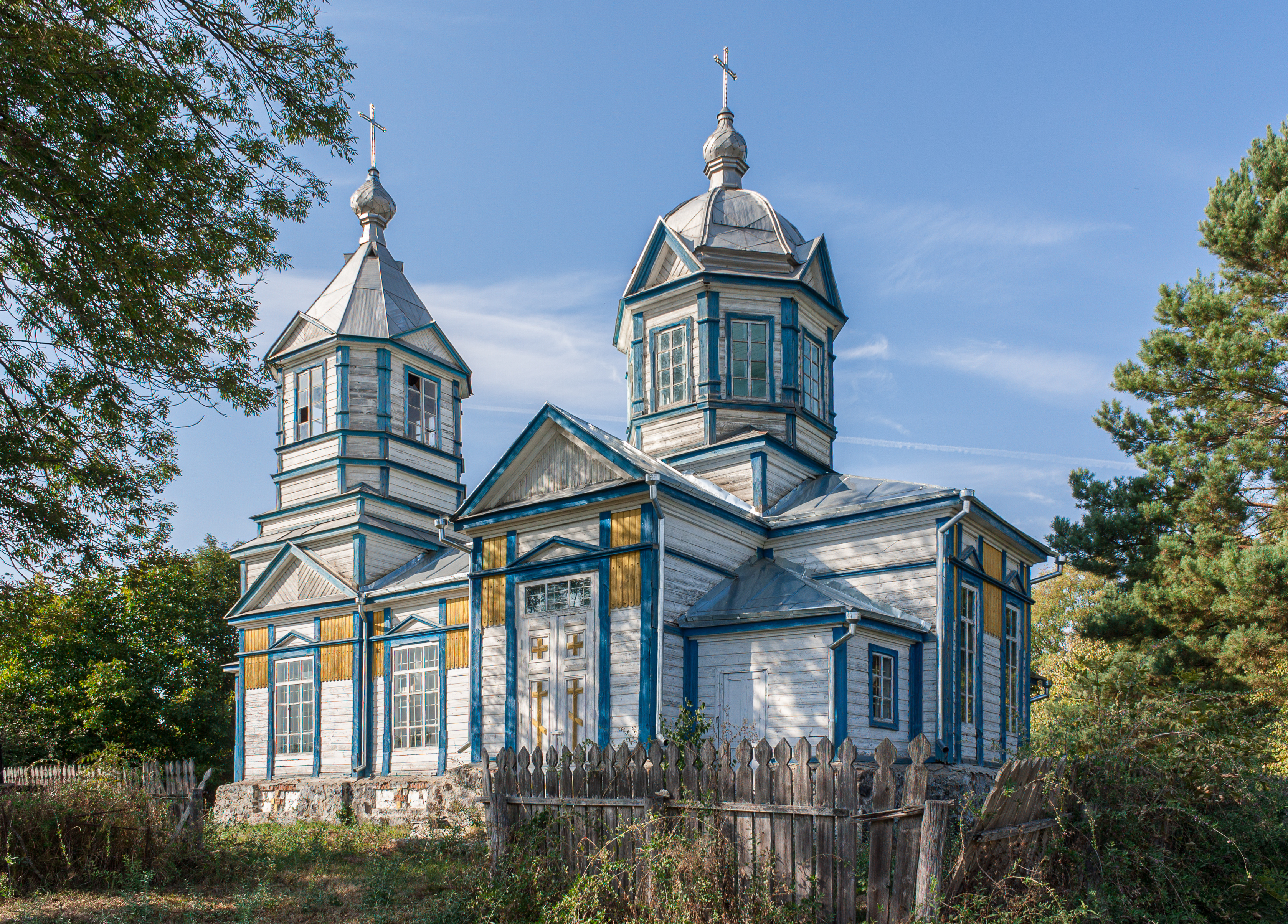
Церква Св. Параскеви в селі Тимошівка
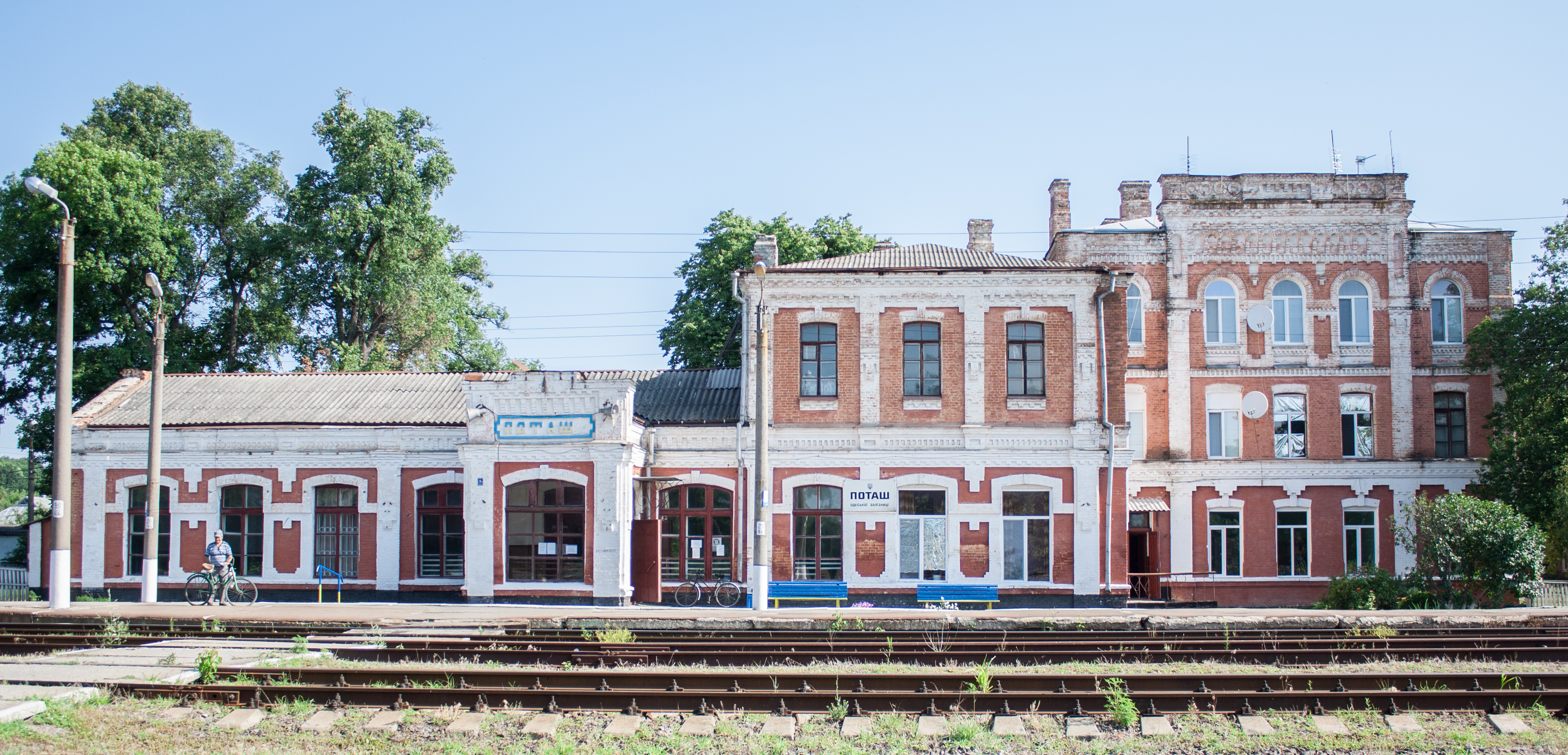
Залізничний вокзал в селі Поташ

## Політика
25 травня 2014 року відбулися Президентські вибори України. У межах Маньківського району була створена 31 виборча дільниця. Явка на виборах складала — 69,26 % (проголосували 16 143 із 23 307 виборців). Найбільшу кількість голосів отримав Петро Порошенко — 48,14 % (7 772 виборців); Юлія Тимошенко — 18,15 % (2 930 виборців), Олег Ляшко — 15,09 % (2 436 виборців), Анатолій Гриценко — 9,11 % (1 470 виборців). Решта кандидатів набрали меншу кількість голосів. Кількість недійсних або зіпсованих бюлетенів — 1,08 %.

## Персоналії
- Драган Іван Павлович — провідний менеджер ВАТ «Київхліб», директор Київського дослідного заводу;
- Євич Микола Карпович — працівник сільського господарства.
- Жадько Віктор Олексійович — доктор філософських наук, професор, академік АН ВО України, член Національних спілок України — письменників, журналістів і краєзнавців; Заслужений працівник освіти України, радник Міністра культури України.